# Caldecott (métro de Singapour)
Pour les articles homonymes, voir Caldecott.
Caldecott est une station de métro à Singapour. 